# 东号
东号（?—?），烧当羌豪东吾的儿子。东吾死后，东号继立，与实力强盛的迷吾之子迷唐一起反汉。89年春，迷唐打算回到大、小榆谷。护羌校尉邓训命长史任尚率领湟中的六千兵士，袭击败迷唐，斩杀一千八百余人，俘虏二千人，缴获马牛羊三万余头，使迷唐遭到毁灭打击。迷唐收集余部，西迁一千余里，东号前来归降东汉，叩头请死。邓训加以安抚，让他居住在安定郡。东号死后，儿子麻奴继立。
| 前任： 东吾 | 烧当羌首领 1世纪晚期—107年之前 | 繼任： 麻奴 |